# باردئنی
باردئنی (به لاتین: Bardeni) یک منطقهٔ مسکونی در بلغارستان است که در شهرستان تریاونا، استان گابرووو واقع شده‌است.